# Reverso (taalhulpmiddelen)
Reverso is een bedrijf dat gespecialiseerd is in op kunstmatige intelligentie (AI) gebaseerde taalhulpmiddelen zoals computervertaling en taaldiensten. Deze omvatten online vertaling op basis van NMT (Neural Machine Translation), contextuele woordenboeken, online tweetalige concordanties, grammatica- en spellingcontrole en vervoegingshulpmiddelen.
Eind 2023 verwerkte Reverso een hele reeks talen:
- vertaling: van en naar 26 talen: Arabisch, Chinees, Deens, Duits, Engels, Frans, Grieks, Hebreeuws, Hindi, Hongaars, Italiaans, Japans, Koreaans, Nederlands, Oekraïens, Perzisch, Pools, Portugees, Roemeens, Russisch, Slowaaks, Spaans, Thai, Tsjechisch, Turks en Zweeds
- grammaticacontrole: in het Engels, Frans, Italiaans en Spaans
- synoniemenhulp: in het Arabisch, Duits, Engels, Hebreeuws, Italiaans, Japans, Nederlands, Pools, Portugees, Roemeens, Russisch en Spaans
- vervoegingshulp in het Arabisch, Duits, Engels, Frans, Hebreeuws, Italiaans, Japans, Portugees, Russisch en Spaans.